# Махмудовци
Махмудовци (на македонска литературна норма: Мамудовци; на албански: Mamudovca) е село в община Кичево на Северна Македония.

## Местоположение
Разположено е в областта Горно Кичево на три километра източно от град Кичево.

## История
Според „Кичево в миналото си и сега“ Махмудовци е заселено от арнаути дошли от Полога в XVIII век.
В XIX век Махмудовци е албанско селце в Кичевска каза на Османската империя. Според статистиката на Васил Кънчов („Македония. Етнография и статистика“) към 1900 година в Махмудовци (Илиповци) живеят 40 арнаути мохамедани.
На Етнографската карта на Битолския вилает на Картографския институт в София от 1901 година Махмудовци е чисто помашко (българско мохамеданско) село в Кичевската каза на Битолския санджак с 13 къщи.
Според преброяването от 2002 година Махмудовци има 401 жители – 400 албанци и 1 македонец.